# Paul I Esterházy

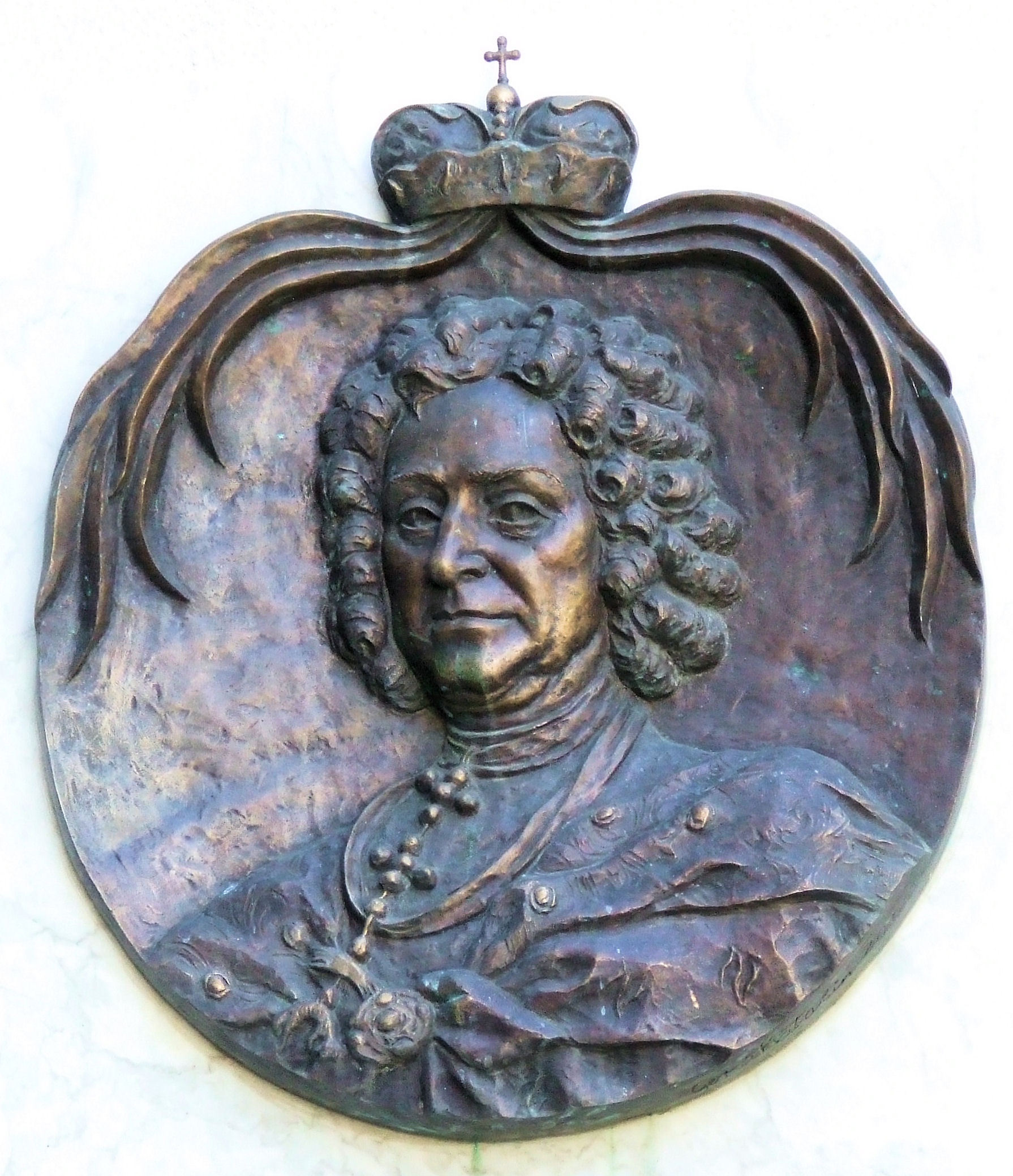
Portret Paula Esterhazy

Drzewo genealogiczne rodziny Paula Esterhazy

Paul (Pál) I Esterházy de Galantha (ur. 8 września 1635 w Eisenstadt, zm. 26 marca 1713 tamże) – książę, austriacki marszałek polny, poeta i kompozytor. Członek rodu Esterházy.

## Rodzina
Syn Mikołaja Esterházyego (1583-1645) i Christiny Nagy de Bedegh (ur. 1604). Do jego rodzeństwa należało: 5 sióstr i 3 braci. Rodzeństwo przyrodnie z pierwszej żony Mikołaja, Orsolyi Dersfy de Zerdahely liczyło 3 braci: 2 nieznanego imienia i Istvana (ur. 1616), uznanego za najstarszego oraz siostrę Krystynę (ur. 1617).
W 1655 ożenił się z 14 letnią Ursulą Esterházy, z którą miał 19 dzieci. Urszula była córką najstarszego przyrodniego brata Paula, Istvana Esterhazy. Małżeństwo to miało zapobiec podziałowi majątku rodzinnego. Wkrótce po śmierci pierwszej żony w 1682 roku, poślubił Evę Thököly, z którą miał jeszcze siedmioro dzieci. Miał w sumie 26 dzieci. Wieku dorosłego dożyło 9 z nich. Jego potomkowie żyją do dziś.

## Nauka i kariera
Nauki pobierał w szkołach jezuitów. Po śmierci brata w roku 1652 w służbie państwowej. 
Aktywnie uczestniczył w walkach przeciwko Turkom, zwłaszcza w wojnie lat 1663–1664. Palatyn od 1681, uczestnik bitwy pod Wiedniem w 1683 r. Zwerbował 20 tysięcy żołnierzy, co miało wpływ na przebieg wojny. Rok później wziął udział w nieudanej próbie zdobycia Budapesztu. Od 1687 książę I Rzeszy Niemieckiej. Był lojalny wobec Habsburgów i nie przyłączył się do spisku Franciszka Wesselényi'ego w 1666 r. Wyróżnił się w bitwach przeciwko Turkom pod Zalánkemén w 1691 i Zentą w 1697.

## Kompozycje
- Harmonia Caelestis – cykl 55 kantat